# Barcola
Barcola is een plaats (frazione) in de Italiaanse gemeente Triëst, provincie Triëst.